# 米哈爾科韋 (克里韋奧澤羅區)
48°1′33″N 30°15′52″E / 48.02583°N 30.26444°E
米哈爾科韋（烏克蘭語：Михалкове），是烏克蘭的村落，位於該國南部尼古拉耶夫州，由克里韋奧澤羅區負責管轄，始建於1780年，面積1.42平方公里，海拔高度121米，2001年人口281，人口密度每平方公里197.9人。